# Christy Walton
Pour les articles homonymes, voir Walton.
Christy Ruth Walton, née le 8 février 1949, est la veuve du milliardaire John T. Walton, héritier du fondateur de Wal-Mart et détenteur du poste de directeur dans la multinationale familiale, mort le lundi 27 juin 2005 à la suite d'un accident d'avion dans l'État du Wyoming.
Après la mort de son mari, elle devient la 17e personne la plus riche au monde en 2006, et, en 2010, la femme la plus riche du monde (surpassée en 2012 par l'Australienne Gina Rinehart, puis par Liliane Bettencourt en 2013). En juillet 2014, sa fortune est estimée selon Bloomberg à 38,4 milliards de dollars en faisant de nouveau la femme la plus riche du monde derrière huit hommes.